# Sue Clayton
Sue Clayton (...) è una regista, attivista e scrittrice britannica.
È conosciuta per il suo lavoro sui diritti dei bambini rifugiati. I suoi film documentari sono stati citati come prove in alcuni procedimenti giudiziari del Regno Unito che coinvolgono richiedenti asilo.
Oltre a realizzare film, consulenza e produzione per ITV e BBC, Clayton insegna cinema e televisione presso la Screen School della Goldsmiths, University of London, ed è Visiting Senior Research Fellow presso il Center for Urban Research dell'Università di York.

## Filmografia parziale
- Women on Film (1983)
- La scomparsa di Finbar (The Disappearance of Finbar) (1996)
- The Memories (2003)
- Greedy Mouth (2004)
- Music And Dance Of Southern Italy (2005)
- Jumolhari (2007)
- The Lost Girl (2008)
- Hamedullah: The Road Home (2011)